# Клаус Фішер
Клаус Фішер (нім. Klaus Fischer, нар. 27 грудня 1949, Ліндберг) — німецький футболіст, що грав на позиції нападника. Після завершення ігрової кар'єри — футбольний тренер.
Виступав, зокрема, за клуб «Шальке 04», а також збірну Західної Німеччини.
Дворазовий володар Кубка Німеччини.

## Клубна кар'єра
Народився 27 грудня 1949 року в місті Ліндберг.
У дорослому футболі дебютував 1968 року виступами за команду клубу «Мюнхен 1860», в якій провів два сезони, взявши участь у 60 матчах чемпіонату.
Своєю грою за цю команду привернув увагу представників тренерського штабу клубу «Шальке 04», до складу якого приєднався 1970 року. Відіграв за клуб з Гельзенкірхена наступні одинадцять сезонів своєї ігрової кар'єри. Більшість часу, проведеного у складі «Шальке», був основним гравцем атакувальної ланки команди. У складі «Шальке» був одним з головних бомбардирів команди, маючи середню результативність на рівні 0,62 голу за гру першості. За цей час виборов титул володаря Кубка Німеччини. В сезоні 1975-76 року забив 29 голів у Бундеслізі, ставши найкращим бомбардиром турніру.
Протягом 1981—1984 років захищав кольори команди клубу «Кельн».
Завершив професійну ігрову кар'єру у клубі «Бохум», за команду якого виступав протягом 1984⁣ — ⁣1988 років.

## Виступи за збірну
У 1977 році дебютував в офіційних матчах у складі національної збірної Німеччини. Протягом кар'єри у національній команді, яка тривала 6 років, провів у формі головної команди країни 45 матчів, забивши 32 голи.
У складі збірної був учасником чемпіонату світу 1978 року в Аргентині, а також чемпіонату світу 1982 року в Іспанії, де разом з командою здобув «срібло».

## Кар'єра тренера
Розпочав тренерську кар'єру відразу ж по завершенні кар'єри гравця, 1988 року, увійшовши до тренерського штабу клубу «Бохум».
Надалі входив до тренерського штабу клубу «Шальке 04», у тому числі двічі виконував обов'язки головного тренера основної команди, а протягом 1992—1995 років був головним тренером другої команди «плутів».

## Титули й досягнення
- Володар Кубка Німеччини (2):

«Шальке 04»: 1971-72
«Кельн»: 1982-83
- Віце-чемпіон світу: 1982

## Статистика
Статистика клубних виступів:
| Клуб               | Сезон              | Чемпіонат | Чемпіонат | Кубок | Кубок | Єврокубки | Єврокубки | Єврокубки | Всього | Всього |
| Клуб               | Сезон              | Матчі     | Голи      | Матчі | Голи  |           | Матчі     | Голи      | Матчі  | Голи   |
| ------------------ | ------------------ | --------- | --------- | ----- | ----- | --------- | --------- | --------- | ------ | ------ |
| «Мюнхен 1860»      | 1968/69            | 26        | 9         | 1     | 0     | КЯ        | 2         | 0         | 29     | 9      |
| «Мюнхен 1860»      | 1969/70            | 34        | 19        | —     | —     | КЯ        | 2         | 2         | 36     | 21     |
| «Мюнхен 1860»      | Всього             | 60        | 28        | 1     | 0     |           | 4         | 2         | 75     | 30     |
| «Шальке 04»        | 1969/70            | —         | —         | 2     | 0     |           | —         | —         | 2      | 0      |
| «Шальке 04»        | 1970/71            | 34        | 15        | 5     | 1     | —         | —         | 39        | 16     |        |
| «Шальке 04»        | 1971/72            | 29        | 22        | 9     | 7     | —         | —         | 38        | 29     |        |
| «Шальке 04»        | 1972/73            | —         | —         | —     | —     | КК        | 1         | 1         | 1      | 1      |
| «Шальке 04»        | 1973/74            | 25        | 21        | 1     | 1     |           | —         | —         | 26     | 22     |
| «Шальке 04»        | 1974/75            | 33        | 17        | 3     | 3     | —         | —         | 36        | 20     |        |
| «Шальке 04»        | 1975/76            | 34        | 29        | 3     | 3     | —         | —         | 37        | 32     |        |
| «Шальке 04»        | 1976/77            | 31        | 24        | 3     | 4     | КУ        | 5         | 6         | 39     | 34     |
| «Шальке 04»        | 1977/78            | 32        | 20        | 6     | 7     | КУ        | 3         | 0         | 41     | 27     |
| «Шальке 04»        | 1978/79            | 34        | 21        | 3     | 4     |           | —         | —         | 37     | 25     |
| «Шальке 04»        | 1979/80            | 26        | 7         | 4     | 4     | —         | —         | 30        | 11     |        |
| «Шальке 04»        | 1980/81            | 17        | 6         | —     | —     | —         | —         | 17        | 6      |        |
| «Шальке 04»        | Всього             | 295       | 182       | 39    | 34    |           | 9         | 7         | 343    | 223    |
| «Кельн»            | 1981/82            | 31        | 7         | 1     | 0     |           | —         | —         | 32     | 7      |
| «Кельн»            | 1982/83            | 32        | 12        | 6     | 5     | КУ        | 5         | 3         | 43     | 20     |
| «Кельн»            | 1983/84            | 33        | 12        | 3     | 5     | КК        | 4         | 2         | 40     | 19     |
| «Кельн»            | Всього             | 96        | 31        | 10    | 10    |           | 9         | 5         | 115    | 46     |
| «Бохум»            | 1984/85            | 34        | 16        | 3     | 0     |           | —         | —         | 37     | 16     |
| «Бохум»            | 1985/86            | 27        | 8         | 4     | 0     | —         | —         | 31        | 8      |        |
| «Бохум»            | 1986/87            | 11        | 3         | —     | —     | —         | —         | 11        | 3      |        |
| «Бохум»            | 1987/88            | 12        | 0         | 3     | 2     | —         | —         | 15        | 2      |        |
| «Бохум»            | Всього             | 84        | 27        | 10    | 2     |           | 0         | 0         | 94     | 29     |
| Загалом за кар'єру | Загалом за кар'єру | 535       | 268       | 60    | 46    | 22        | 14        | 617       | 328    |        |

Статистика виступів за національну збірну
| Німеччина | 1977   | 9  | 11 |
| Німеччина | 1978   | 11 | 1  |
| Німеччина | 1979   | 6  | 5  |
| Німеччина | 1980   | 1  | 2  |
| Німеччина | 1981   | 8  | 9  |
| Німеччина | 1982   | 10 | 4  |
| Всього    | Всього | 45 | 32 |